# Green Park (Missouri)
Green Park – miasto w Stanach Zjednoczonych, w stanie Missouri, w hrabstwie St. Louis.